# Gordie Howe

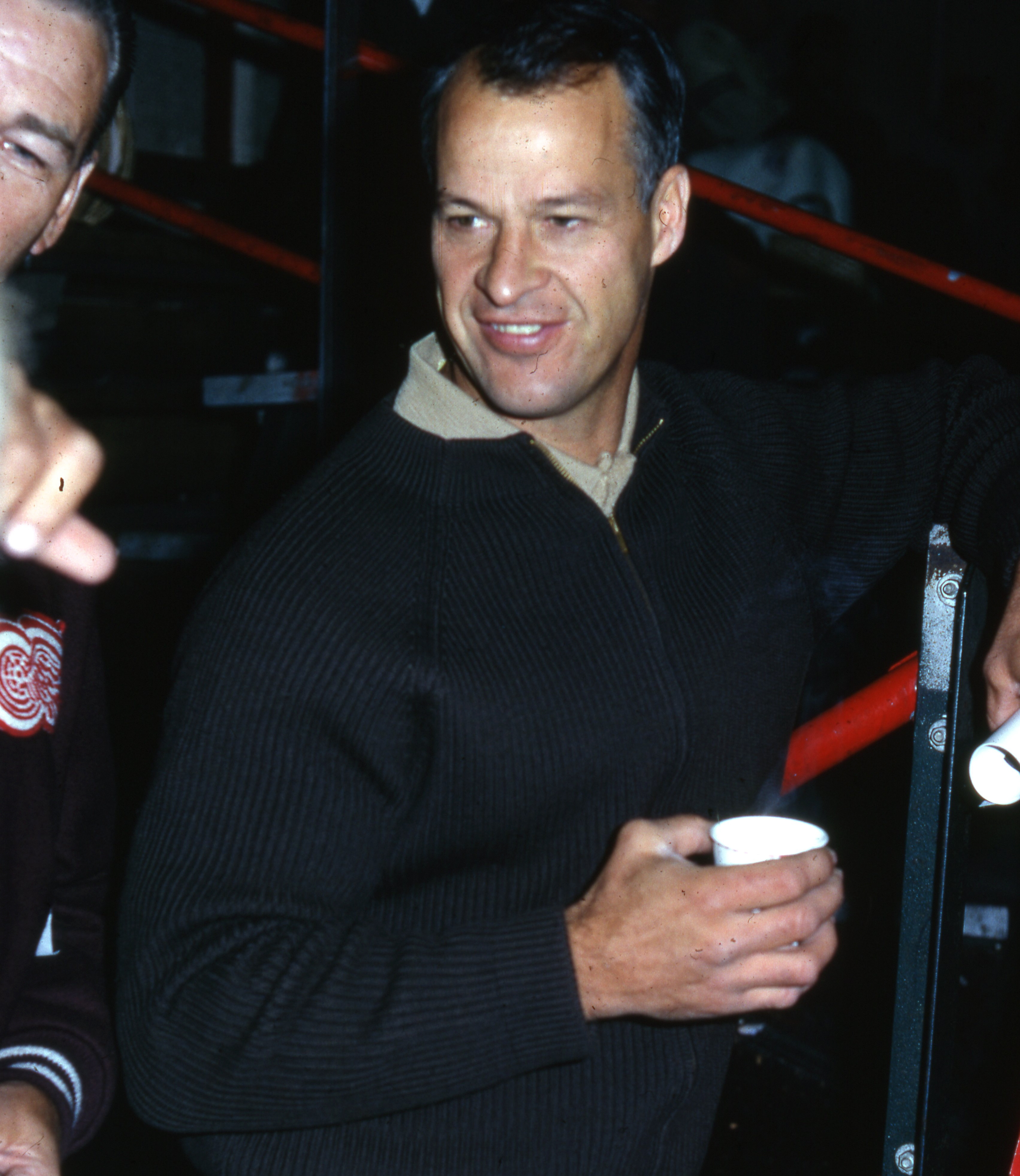
Gordie Howe, 1966

Gordie Howe (Floral, Saskatchewan, 31 maart 1928 – Toledo, 10 juni 2016), bijgenaamd Mr. Hockey, was een Canadese ijshockeyspeler die 34 jaar in de NHL voor de Detroit Red Wings en de Hartford Whalers uitkwam. Howe werd in deze periode zesmaal uitgeroepen tot MVP van de NHL en was jarenlang recordhouder met 1850 gescoorde punten.
De term Gordie Howe hattrick is vernoemd naar hem, evenals de Gordie Howe International Bridge.
Howe woonde in Sylvania. Hij stierf op 88-jarige leeftijd in een verzorgingstehuis in Toledo aan een beroerte.
- Gemeinsame Normdatei: 12416305X
- International Standard Name Identifier: 0000 0000 7868 7034
- Library of Congress Control Number: n50029079
- Nationale Bibliotheek van Tsjechië: xx0208821
- Nationale bibliotheek van Australië: 35209135
- Nederlandse Thesaurus van Auteursnamen: 322379598
- SNAC: w6s045qz
- Trove: 866187
- Virtual International Authority File: 62789123
- WorldCat: E39PBJpjh8HTXmrh6qyvHmymVC